# Acanthogonatus patagallina
Espèce
Acanthogonatus patagallina est une espèce d'araignées mygalomorphes de la famille des Pycnothelidae.

## Distribution
Cette espèce est endémique de la région du Biobío au Chili,. Elle se rencontre vers Contulmo.

## Description
Le mâle holotype mesure 10,50 mm.

## Étymologie
Son nom d'espèce lui a été donné en référence au lieu de sa découverte, Pata de Gallina.

## Publication originale
- Goloboff, 1995 : A revision of the South American spiders of the family Nemesiidae (Araneae, Mygalomorphae). Part 1: species from Peru, Chile, Argentina, and Uruguay. Bulletin of the American Museum of Natural History, no 224, p. 1-189 (texte intégral).